# Тулум (музичний інструмент)
Тулум  — (азерб. Tütək) язичковий дерев'яно-шкіряний духовий музичний інструмент і є народним інструментом азербайджанців.
Під різними назвами різновиди цього інструменту використовуються в музиці народами Кавказу, а також деякими народами Європи. Тулум був особливо популярний у кочових племен, що займалися скотарством, головним чином, розведенням овець. Це духовий інструмент на кшталт волинки. Грають на ньому, прикриваючи пальцями отвори зурни, яка належить до числа гобойних інструментів.

## Історія
Досліджуючи письмові джерела Закавказзя, вчені довідалися, що на території Азербайджану, місцевими музиками використовувалися понад 20 духових музичних інструментів. Вони вирізняються поміж собою за конструкцією та звучанням. До XXI століття дійшли менше половини, а найбільш поширеними є балабан, зурна, тутек, ней і тулум.
Попри складність конструкції та особливості гри на тулумі, він посів своє місце в азербайджанській народній музиці — його виразно-тривкий і різкий тембр, нагадує звучання зурни в нижньому регістрі.

### Походження
Тулум один із найдавніших духових інструментів азербайджанського народу. кочівний народ, в особі пастухів полюбили цей інструмент, який вони самі майстрували й на ньому ж грали свої мелодії. Ймовірно, що історія цього інструменту починалася ще 2 тисячоліття до нашої ери. В ті часи інструмент був поширений серед кочівників на території Середньої Азії та Кавказу.
До сучасників дійшло небагато писемних згадок і книжок, в яких згадується музичний інструмент — тулум, оскільки він був справді народним і майстерність гри передавалася віртуозами-музиками з покоління в покоління.

### Назва
Назву інструменту виводять від асимільованого турецькою мовою хакаського слова «tulum», який означає «коробка зі звуками»
Через схожість звучання з тембром зурни азербайджанці називали свій інструмент «тулуг-зурна».

### Поширення
Цей шкіряний духовий інструмент, колись був поширений на території Азербайджану: Карабаху, Лачині, Газах, Товуз і Нахічевані. Нині він зустрічається тільки на території Нахічеванської Автономної Республіки. Вчені відносять час виникнення Тулума до часу становлення в суспільстві класів. За тисячоліття свого існування, тулум поширився на великі території, в різні країни світу, що призвело до зміни назви, а десь, і до зовнішнього вигляду інструменту
- Карабах — Тулуг-зурна
- Болгарія — Гайда
- Угорщина — Дуда
- Вірменія — Паркапзук
- Грузія — Гудаствірі

## Структура інструменту

### Будова і виготовлення
Тулум виготовляють з козячої або баранячої шкури, особливим способом дубленої та розм'якшеної. Потім її зшивають і уже тоді в цільній шкірі облаштовують спеціальні отвори. З чотирьох отворів уже в інструменті два туго зав'язуються. З решти двох отворів: в одне вставляється очеретяна або кістяна трубка у вигляді кляпа, через яку Тулум заповнюють повітрям, а до іншого отвору прикріплюють дві пари трубок (зазвичай — зурна), які й використовують для гри на інструменті. На зурнах, що мають у довжину 260–280 мм, симетрично зроблено 7 отворів.

### Техніка гри
Повітря в зурну надходить зі шкіряного бурдюка, який надувається музикантом через особливу трубочку з кістки. Бурдюк поміщається під пахву того, хто грає і повітря видавлюється плечовою частиною руки, яка притискає шкіряний мішок волинки до тіла. Гра на Тулумі вимагає особливої майстерності. Тулум має низку переваг, але головна та, що грати на ньому можна тривалий час, оскільки запасу повітря в шкіряному бурдюку вистачає надовго. Тулум особливо популярний в Нахічеванській Автономній Республіці — там у кількох музичних школах навчають гри саме на тулумі.

## Підручники
- Рафік Імрані, Меджнун Керімов «Азербайджанские музыкальные инструменты»;
- Аббасгюлю Наджафзаде «Толковый словарь Азербайджанских музыкальных инструментов»;
- Сонгюль Карахасаноглу Ата «Мей и его методы»